# Паргасит
Паргаси́т (рос. паргасит; англ. pargasite; нім. Pargasit m) — мінерал, гідроксилалюмосилікат натрію, кальцію і магнію, групи амфіболів.

## Загальний опис
Хімічна формула: NaCa2Mg4Al Si6Al2O22(OH)2; Mg заміщається Fe2+ з переходом у феропаргасит, тетраедричний Al заміщається Si з переходом у рогову обманку, а октаедричний Al заміщається Fe3+. Склад у % (з родов. Паргас, Фінляндія): Na2O — 2,54; CaO — 12,5; MgO — 20,6; Al2O3 — 11,05; Fe2O3 — 0,67; SiO2 — 48,1; H2O+ — 0,71; H2O— −0,11; F — 1,9. Домішки: FeO, K2O, TiO2.
Сингонія моноклінна. Кристали призматичні, часто двійники. Волокнисті і зернисті агрегати. Густина 3,1. Тв. 5—6. Колір коричневий, жовто-зелений, блакитно-зелений або сіро-чорний. Блиск скляний. Крім Паргасу, знайдений на Алдані (РФ). Зустрічається у забруднених доломітових вапняках, у скарнах, в багатьох магматичних та метаморфічних породах.
Супутні мінерали: діопсид, скаполіт, флогопіт, хондродит.
За назвою місцевості першознахідки (Steinheil, 1814).

## Різновиди
Розрізняють:
- паргасит залізистий (паргасит залізний);
- паргасит залізний (різновид паргаситу з родов. Лангбан, Швеція, який містить 8,08 % Fe2O3);
- паргасит свинцевистий (різновид паргаситу з г. Мансьє, Швеція, який містить 2,12 % PbO).